# K&K
K&K is een historisch motorfietsmerk.
De bedrijfsnaam was: Kuhlmann & Könecke, Blech- und Eisenwerk, Hannover-Lehrte.
Dit was een Duits bedrijf dat in 1922 begon met de productie van motorfietsen met eigen 170- en 289cc-tweetaktmotoren. Al in 1923 werd de productie beëindigd.